# Dunkelziffer (Band)
Dunkelziffer war eine deutsche Rockband, die stilistisch afrikanische Rhythmen und Reggae mit Einflüssen der damals gerade aufgekommenen Neuen Deutschen Welle verband.
Die Band wurde 1981 von Kölner Musikern aus der Stollwerck-Szene gegründet. Die Gruppe war so konzipiert, dass es keine starren Strukturen geben sollte, sondern jedes Mitglied Komponist sein konnte und alle zu jedem Zeitpunkt gleichberechtigt ihre Kreativität und Spontaneität einbringen konnten. Sie bestritt zahlreiche mehrstündige Konzerte; dabei musizierten die Musiker dem Musikexpress zufolge „ohne Zugeständnisse an Mode, Trend, Image, die gängigen 4/4-Schemata.“

## Diskografie
Alben
- Colours and Soul (LP, 1983)
- In the Night (LP, 1984)
- III (LP, 1986)
- Songs for Everyone (LP, CD, 1989)
- Live (CD, ed. 1997)

Singles und EPs
- Stil der Neuen Zeit (Maxi, 1982)
- Don't Ask Me (12", 1983)
- I See Your Smile (7", 1984)
- You Make Me Happy (1985)
- Illuminate (7", 1990)